# Un fils adoptif
Un fils adoptif est une pièce de théâtre en un acte de Jules Verne, écrite en 1853, avec la collaboration de Charles Wallut.

## Argument
Isidore Barbillon vit chez son oncle Dumortier, qui reçoit la visite du baron d'Entremouillettes et de sa nièce Césarine, dont Isidore est amoureux. Mais le baron, imbu de sa personne, ne souhaite marier sa nièce qu'à un personnage de haut rang. Alors naît dans l'esprit d'Isidore une idée : se faire adopter par le baron en lui sauvant la vie. Il imagine toutes sortes de stratagèmes, mais, immanquablement, c'est le baron qui sauve la vie à Isidore...

## Personnages
- Le baron d'Entremouillettes, 50 ans.
- Césarine, sa nièce, 20 ans.
- Dumortier, son ami, 50 ans.
- Isidore Barbillon, neveu de Dumortier, 25 ans.
- Ipharagherre, garde de chasse basque.
- Laurent, domestique du baron.

## Commentaires
Un fils adoptif s'insère dans une série de comédies où Verne et Wallut exploitent des singularités de la jurisprudence et des assurances, comme Onze jours de siège et Un neveu d'Amérique. On retrouve ici le thème du prétendant refusé par le père pour des raisons sociales. Les variations sont nombreuses depuis Une promenade en mer jusqu'aux Compagnons de la Marjolaine, en passant par Monsieur de Chimpanzé. La méthode trouvée par Isidore est sans doute la plus originale, cette idée de sauver la vie du père (ou plutôt ici de l'oncle, ce qui paraît plus vraisemblable), afin de se faire adopter par lui. La pièce, assez mouvementée, tire son comique du fait que c'est tout le contraire qui arrive et qu'à chaque fois, Isidore tombe dans le piège qu'il avait lui-même préparé et est obligé d'avoir recours à l'aide de celui qu'il voulait sauver. La volte-face du baron, à la fin de la pièce, paraît peu crédible et Jules Verne dut sentir la faiblesse de ce procédé.
En effet, reprenant le thème quarante ans plus tard, dans son roman Clovis Dardentor, il change radicalement l'idée en faisant sauver son héros par la jeune Louise Elissane, au grand dam de ceux qui voulaient se faire adopter. En tout cas, voilà un bon exemple de cette intertextualité dont Verne usa tout au long de son œuvre, depuis ses textes de jeunesse jusqu'aux romans posthumes.

## Le manuscrit
Le manuscrit est la mise au net communiquée au directeur du théâtre, qui l'a rangé sans jamais le rendre aux auteurs. L'écriture très soignée est très probablement celle de Jules Verne, qui se trahit dans des moments de fatigue et dans la graphie plus petite des indications scéniques, graphie qui se révèle plus proche de son écriture habituelle.
Il est fortement corrigé au crayon par une écriture anonyme qui semble être celle de Wallut